# Intuitive Machines
Intuitive Machines – amerykańska firma zajmująca się eksploracją kosmosu z siedzibą w Houston w Teksasie. Założona w 2013 roku przez Stephena Altemusa, Kama Ghaffarian i Tima Craina w celu zapewnienia szerszego dostępu do powierzchni Księżyca oraz dostarczania ładunków na orbitę okołoksiężycową. Intuitive Machines uczestniczy w trzech kontraktach NASA w programu Commercial Lunar Payload Services, w ramach których dostarcza ładunki należące do NASA na powierzchnię Księżyca. Intuitive Machines uczestniczy także w kontrakcie na opracowanie nowego księżycowego pojazdu terenowego, który ma zostać wykorzystany w ramach programu Artemis.
22 lutego 2024 roku na Księżycu wylądował lądownik IM-1, który został zaprojektowany przez Intuitive Machines. Był to pierwszy prywatny statek kosmiczny, który wylądował na Księżycu, a także pierwszy amerykański statek kosmiczny, który zrobił tego dokonał od czasów misji Apollo 17, która wylądowała na Księżycu w 1972 roku. Lądownik IM-1 podczas lądowania przewrócił się na bok, ale pozostał on częściowo sprawny. Z tego też powodu misja została uznana za udaną.

## Misje

### Intuitive Machines 1
W październiku 2019 roku firma Intuitive Machines ogłosiła, że jej pierwszy lądownik IM-1 wystartuje na rakiecie nośnej Falcon 9 produkowanej przez SpaceX. 15 kwietnia 2020 roku firma podała, że ich pierwsza misja księżycowa rozpocznie się 11 października 2021 roku w Centrum Kosmicznym Johna F. Kennedy’ego. W kwietniu 2021 roku miejsce lądowania lądownika zostało zmienione na bliżej nieokreśloną lokalizację pomiędzy Mare Serenitatis, a Mare Crisium.
W lutym 2024 roku odbył się start pierwszej misji firmy Intuitive Machines, podczas której lądownik IM-1 leciał sześć dni w kierunku Księżyca, następnie okrążył go i dokonał pierwszego amerykańskiego lądowania na nim od ponad 50 lat. Tuż po lądowaniu doszło do przewrócenia się lądownika IM-1 na bok, jednak komunikacja z nim nie została przerwana, wobec czego cała misja została uznana za sukces.